# Santee Sioux
Santee (Dakota, Isanti, Isanyanti, Santee Sioux), zbirni naziv za četiri plemena saveza Oceti Shakowin, poznati i kao Dakota. Santee govore d-dijalektom jezika sioux, i sastoje se od plemena Mdewakanton, Wahpekute, Sisseton i Wahpeton, organiziranih dalje na manje segmente (bande). Danas su naseljeni po rezervatima u Nebraski (Mdewakanton i Wahpeton) na rezervatu Santee; Južnoj Dakoti na rezervatima Flandreau (pleme Mdewakanton i Wahpekute ili Leaf Shooters) i Sisseton (plemena Sisseton i Wahpeton); Sjevernoj Dakoti (Sisseton i Wahpeton) na rezervatima Fort Totten ili Devil's Lake; i Minnesoti na malenim rezervatima Upper Sioux, Lower Sioux, Shapkopee Mdewakanton (Mdewakanton) i Prairie Island (Mdewakanton). Nekoliko bandi naseljeno je s Ojibwa Indijancima po rezervatima u južnoj Kanadi gdje devet plemenskih zajednica čini Dakota Ojibway Tribal Council (DOTC), viz.: 1. Waywayseecappo First Nation, 2. Birdtail Sioux First Nation u Manitobi, 3. Canupawakpa Dakota Nation, 4. Dakota Plains Wahpeton Nation, 5. Roseau River Anishinabe First Nation, 6. Swan Lake First Nation, 7. Sioux Valley Dakota Nation, 8. Long Plain First Nation, i 9. Sandy Bay Ojibway First Nation

## Ime
Naziv Santee u starijem obliku Isañyati dolazi od   'isañta-mde'  'knife lake,' Dakota ime za Mille Lacs (isañ ='knife,'), i  'ati' , 'to pitch tents at', i dano je od plemena s Missourija, svim oni Dakota skupinama što su živjele na Mississippiju i donjoj Minnesoti, odnosno Dakota plemenima Mdewakanton, Wahpekute, Wahpeton i Sisseton. Ovaj naziv kojim su Lakote nazivala Sijukse s Mississippija i Minnesote Ramsey (Rep. Ind. Aff. for 1849, 74, 1850) i Riggs neopravdano skračuju samo na pleme Mdewakanton, a McGee (15th Rep. B. A. E., 160, 1897) samo na Wahpekute. Santee zajedno sa skupinama Yankton ili Nakota i Teton ili Lakota čine 7 plemena Oceti Shakowin.

## Povijest
Prvi autori koji spominju Santee su oko 1660.-te francuski istraživači. Njihova tragedia počinje 1862. događajem poznatim kao Dakota War of 1862. kojeg je poveo Little Crow ili Tayoyateduta (His Red Nation), nakon čega su 1863. prebačeni na rezervat Crow Creek. U prvih nekoliko mjeseci pomrlo je preko 300 Santeeja od raznih bolesti i izgladnjelosti. Godine 1866. konačno su prebačeni na rezervat Santee u Nebrasku. 

## Etnografija
Za razliku od svojih rođaka Tetona i Yanktona koji su bili prava prerijska plemena lovaca na bizone, Santee su izvorno stanovnici šume naseljeni u stalnim naseljima. Tu su se bavili obradom tla te po svoj prilici 'žetvom vodene riže' Zizania aquatica po rižinim jezerima. Ovo je dovelo do ogorčenih borbi s Ojibwama, koji su ih na koncu potisnuli nakon bitke Battle of Kathio (1750.-tih), koja se odvijala u području Mille Lacsa te su se povukli na jug i zapad (na preriju). Kathio je bilo najveće od 3 sela Mdewakantona. 

## Vanjske poveznice
- Santee Indian Tribe History
- Santee History  Arhivirana inačica izvorne stranice od 17. srpnja 2007. (Wayback Machine)
- Santee Sioux  Arhivirana inačica izvorne stranice od 1. ožujka 2008. (Wayback Machine)